# Only a Northern Song
Only a Northern Song (englisch für: „Lediglich ein Northern Song“) ist ein Lied der britischen Rockband The Beatles, das erstmals 1969 auf dem Soundtrack-Album Yellow Submarine des gleichnamigen Films erschien. Komponiert wurde es von George Harrison.

## Hintergrund
George Harrison schrieb das Lied, um eine Vertragsklausel bei dem Musikverlag Northern Songs einzuhalten, die ihn als Komponisten verpflichtete. Dieses Lied drückt sarkastisch seinen Ärger darüber aus. Northern Songs wurde 1963 von den Beatles, ihrem Manager Brian Epstein und dem Musikverleger Dick James gegründet, um die Lieder von John Lennon und Paul McCartney zu veröffentlichen.
Harrison schrieb Only a Northern Song aus Unzufriedenheit mit seinem Status als Junior-Songwriter bei Northern Songs. Die Texte und die Musik vermitteln seine Ernüchterung darüber, wie das Unternehmen das Urheberrecht für die veröffentlichten Lieder besitzt und wie die Großaktionäre nach der Börsennotierung 1965 mehr von seinen Kompositionen profitierten als er. John Lennon und Paul McCartney besaßen jeweils 15 %, Ringo Starr und George Harrison jeweils 0,8 % an den Aktien.
Harrison sagte 1999 dazu: „Aber er [Dick James] hat nie gesagt: ‚Und nebenbei bemerkt, wenn du dieses Dokument hier unterschreibst, übergibst du mir das Eigentum an den Liedern‘, was es dann ja so wäre. Es war nur ein eklatanter Diebstahl. Als ich erkannte, was passiert war, als sie an die Öffentlichkeit [an die Börse] gingen und all dieses Geld aus diesem Katalog machten, schrieb ich Only A Northern Song als das, was wir einen ‚Piss-Take‘ nennen, nur um einen Witz darüber zu haben.“
George Harrison sagte über die weitere Inspiration zu Only a Northern Song: “Northern Song was a joke relating to Liverpool, the Holy City in the North of England.” („Only a Northern Song war eine scherzhafte Anspielung auf Liverpool, die heilige Stadt im Norden Englands.“)
Only a Northern Song war das letzte Lied, das die Beatles während der Aufnahmen zum Album Sgt. Pepper’s Lonely Hearts Club Band fertigstellten.
George Martin und die anderen Beatles lehnten aber das Lied für die LP Sgt. Pepper’s Lonely Hearts Club Band ab.
Only a Northern Song wurde dann für den Film Yellow Submarine verwendet, es spielt in einer Szene, in der das gelbe U-Boot durch das Meer der Wissenschaft reist während der Suche der Beatles nach Pepperland.

## Aufnahme
Only a Northern Song wurde am 13. Februar 1967 in den Londoner Abbey Road Studios (Studio 2) mit dem Produzenten George Martin aufgenommen. Geoff Emerick war der Toningenieur der Aufnahmen. Der Arbeitstitel lautete Not Known.
Die Beatles nahmen neun Takes auf. Die Beatles entschieden sich für Take 3 um weitere Overdubs einzuspielen. Die Aufnahmen erfolgten in einer achteinhalbstündigen Session zwischen 19 und 3:30 Uhr (morgens).
Am 14. Februar wurde der Gesang von George Harrison aufgenommen und in Mono abgemischt. Diese Version wurde nicht mehr verwendet.
Am 20. April wurde der Take 3 vom 13. Februar verwendet, um Only a Northern Song mit weiteren Overdubs und neuen Gesang fertigzustellen.
Die Monoabmischung erfolgte am 21. April 1967. Am 29. Oktober 1968 wurde aus der Monoabmischung eine Fake-Stereoabmischung hergestellt. Erst 1999 wurde eine richtige Stereoabmischung hergestellt.
Besetzung:
- John Lennon: Klavier, Glockenspiel
- Paul McCartney: Bass, Trompete
- George Harrison: Orgel, Gesang
- Ringo Starr: Schlagzeug

## Veröffentlichung
- Am 13. Januar 1969 erschien in den USA das 17. Beatles-Album Yellow Submarine, auf dem Only a Northern Song enthalten ist. In Großbritannien wurde das Album am 17. Januar veröffentlicht, dort war es das elfte Beatles-Album. In Deutschland erschien das Album am 21. Januar 1969, dort war es das 14. Album der Beatles.
- Am 13. März 1996 wurde das Kompilationsalbum Anthology 2 mit Only a Northern Song veröffentlicht, bei dieser Version wurde der Aufnahme-Take 3 mit einem anderen Gesang (auch mit teilweise anderem Text) von Take 12 (eigentlich der dritte Reduktions-Mix) kombiniert.
- Am 13. September 1999 wurde auf dem Album Yellow Submarine Songtrack eine neue Abmischung von Only a Northern Song, durch Peter Cobbin und seinen Assistenten Paul Hicks und Mirek Stiles hergestellt, veröffentlicht. Somit wurde für Only a Northern Song erstmals eine Stereoabmischung hergestellt. Es wurden für den wiederveröffentlichten Film Yellow Submarine darüber hinaus 5.1-Abmischungen angefertigt.

## Coverversionen
Folgend eine kleine Auswahl:
- Sun Dial – Overspill[6]
- Janie Hoover – Jamie Hoo-ever[7]
- Luis Prado – Plays Standards Vol. 1[8]